# Pieter De Somer
Pieter De Somer, meestal Piet De Somer genoemd, (Niel, 22 december 1917 – Leuven, 17 juni 1985) was een Belgisch hoogleraar, medicus, bioloog en eerste rector van de zelfstandige Nederlandstalige Katholieke Universiteit Leuven.

## Beginjaren
De Somer volgde klassieke humaniora aan het Sint-Catharinacollege te Geraardsbergen. Hij was actief als KSA-leider.
Hij studeerde geneeskunde van 1935 tot 1942 aan de Katholieke Universiteit Leuven. In 1938-39 was hij voorzitter van het Universitas Verbond. Hij was vooral actief in de kringen rond kanunnik Albert Dondeyne en behoorde tot de redactie van het gelijknamige tijdschrift. Hij was aangesloten bij de universitaire afdeling van het Jong Volksche Front, de politieke vleugel van de Katholieke Actie.
Na beëindiging van zijn studies werd hij onderzoeker aan de Faculteit Geneeskunde, gespecialiseerd in de microbiologie en de immunologie. In 1942 begon hij, als aspirant van het Nationaal Fonds voor Wetenschappelijk Onderzoek, in het Instituut voor Bacteriologie van prof. Richard Bruynooghe. In 1944 moedigden de eerste rapporten over het gebruik van penicilline bij de geallieerde strijdkrachten hem aan om op dit pad verder te gaan. Met de financiële steun van industrieel Jacques Lannoye en samen met zijn vriend Christian de Duve begon hij in een klein lab in Genval penicilline af te zonderen. In 1946-47 verbleef hij in Canada, om er moderne extractiemethoden aan te leren.
Hij trouwde in 1946 met Paule Legein uit Brugge. Ze kregen zes kinderen.

## Research en onderwijs
Het kleine lab werd in 1950 vervangen door een moderne fabriek waar nieuwe antibiotica en antivirale vaccins werden geproduceerd. Het groeiende bedrijf kreeg de naam Recherche et Industrie Thérapeutiques (R.I.T.) met vestigingen in Genval en Rixensart. Na verschillende overnames belandde het bij de gigant Smith, Kline & French, die in 2000 fuseerde tot de nog grotere gigant GlaxoSmithKline, waarbinnen de Belgische vestigingen zijn uitgegroeid tot een van de grootste leveranciers van menselijke vaccins ter wereld.
In 1952 begon De Somer aan zijn professorale loopbaan als buitengewoon docent. In 1955 werd hij buitengewoon hoogleraar en in 1961 gewoon hoogleraar aan de faculteit Geneeskunde. In 1962 benoemde rector Albert Descamps hem tot zijn wetenschappelijk raadgever.
In 1954 richtte De Somer met het R.I.T. het Rega-instituut op, waarin onder meer een polio-vaccin werd ontwikkeld. Het instituut werd door hem aan de universiteit geschonken en hij zorgde nog jaren voor de betaling van de wedden van het wetenschappelijk personeel.Hij was immers al vroeg overtuigd van het belang van een goede samenwerking tussen de universiteit en de industrie. Het instituut zorgde ervoor dat België een van de eerste landen was waar polio werd uitgeroeid. Ook andere opzoekingen werden gedaan naar kankerbestrijdende middelen, een vaccin tegen rubella werd ontwikkeld, enz. Momenteel telt het Rega-Instituut verscheidene laboratoria van wereldniveau, onder andere op het gebied van aids. Ook bouwde De Somer de Campus Gasthuisberg van het Universitair Ziekenhuis Leuven uit tot het grootste ziekenhuis van België.
De beroepsactiviteiten hinderden niet dat hij ook in het maatschappelijk debat actief bleef. Hij onderhield de contacten met de Universitas-kring en in 1958 richtte hij, samen met A. Grootaers het tijdschrift De Maand op. In vrijmoedige stijl werd er van leer getrokken tegen het volgens de redacteurs te groot klerikalisme en immobilisme binnen de Kerk en de universiteit. Toen het tijdschrift in 1971 omgevormd werd tot De Nieuwe Maand en nog méér de contesterende weg opging, volgde hij niet, hoewel hij aan de opvolgers zijn sympathie betuigde.

## Rector van de KU Leuven
De Somer werd in 1968 de eerste lekenrector van de universiteit. In 1966 was hij reeds in opvolging van Louis De Raeymaecker aangesteld als pro-rector van de Nederlandstalige afdeling van de toen nog tweetalige universiteit. Hij won de rectorverkiezingen van 1971, 1976 en 1981 en bleef rector tot aan zijn dood in 1985.
Hij drukte op velerlei gebied zijn stempel op de universiteit. Hij speelde een belangrijke rol in het volledig splitsen in twee afzonderlijke universiteiten, een Franstalige (die verhuisde naar Louvain-la-Neuve) en een Nederlandstalige (die in Leuven gevestigd bleef). In de jaren zestig waarin allerlei studentenrevoltes plaatsvonden, wist de Somer het vertrouwen van de studenten te winnen.
Hij speelde een belangrijke rol in de positie van de universiteit ten opzichte van de katholieke kerk. Bij het bezoek in 1985 van paus Johannes-Paulus II aan de KU Leuven verwoordde hij een duidelijke stellingname vóór de absolute academische vrijheid van het onderzoek.
De Somer zette zich in om aan de nieuwe Nederlandstalige Katholieke Universiteit Leuven een internationaal en ambitieus karakter te geven. Bekend is zijn uitspraak dat hij de universiteit niet wou laten devalueren tot een universiteit van het Hageland. Hij had een reputatie als 'eeuwige student' en als caustisch tafelredenaar. Hij overleed aan een snel ingetreden kankeraandoening.

## Eerbetoon

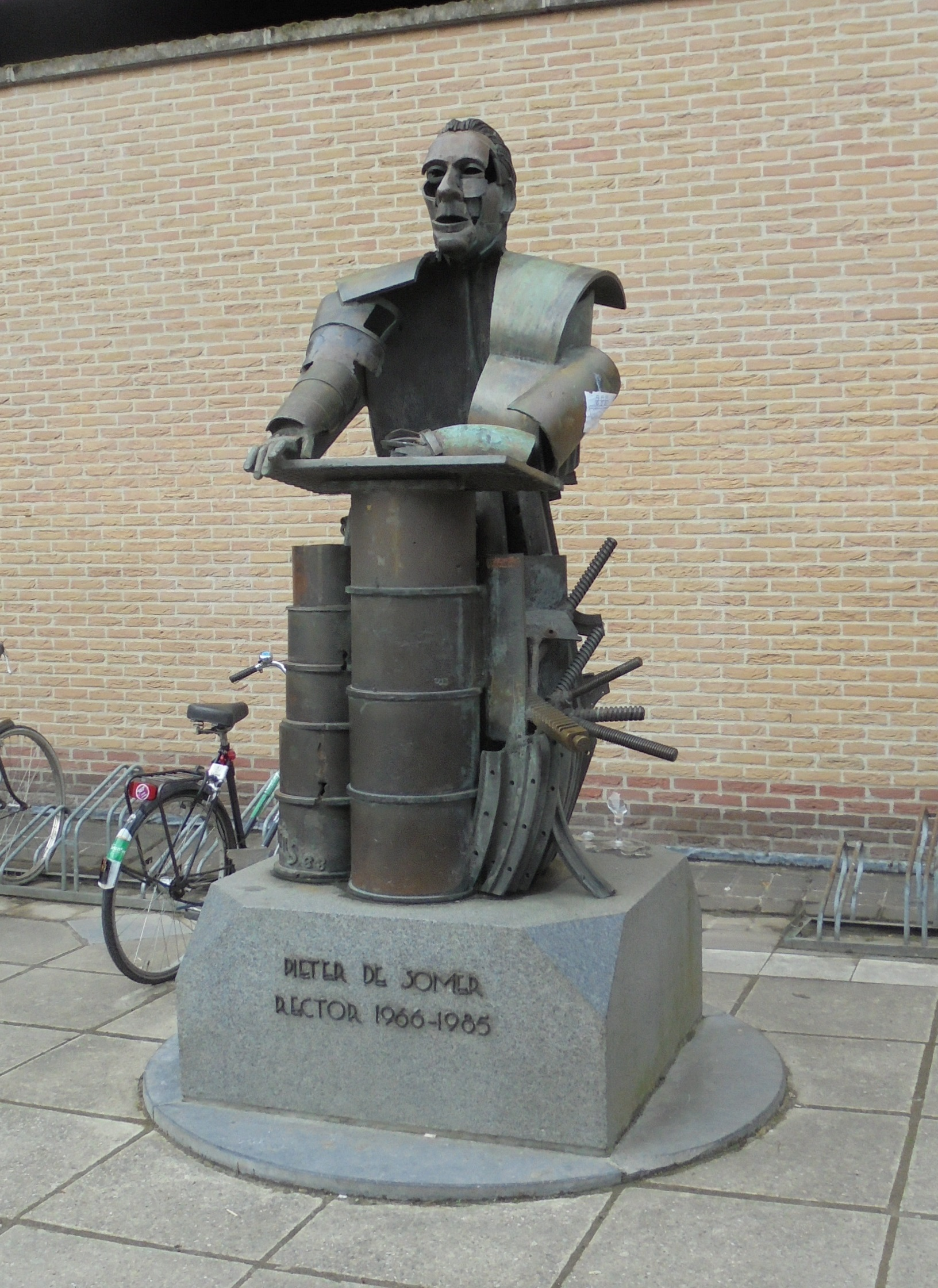
Beeld van rector De Somer

In 1980 werd De Somer eredoctor van de Rijksuniversiteit Gent.
Op 26 september 1989 opende de KU Leuven de Aula Pieter De Somer, het tweede grootste auditorium van de universiteit, met 816 zitplaatsen. Aan de ingang staat een beeld van De Somer, van de hand van Vic Gentils (1918–1997).
Zijn officieel portret, van de hand van kunstschilder Jan Vanriet (°1948), hangt in de Promotiezaal van de universiteit.
In 2011 besliste de Leuvense gemeenteraad de naam van het heraangelegde Maarschalk Fochplein te veranderen in Rector De Somerplein. De straat werd in maart van het jaar erop omgedoopt.

## Publicaties
- Er zijn alleen verliezers. Gedachten over kernbewapening, Antwerpen-Amsterdam, 1983
- Een visie op de universiteit, Leuven, 1985.